# Donald Charles Cameron (Kolonialgouverneur)
Sir Donald Charles Cameron GCMG KBE (* 3. Juni 1872 in Georgetown; † 8. Januar 1948 in London) war ein britischer Verwaltungsbeamter in Kolonien.

## Biografie
Cameron war Sohn eines gleichnamigen Vaters und seiner Frau Isabela Allison Mann. 1903 heiratete er Gertrude Gittens. Aus der Ehe ging der gemeinsame Sohn Geoffrey Valentine hervor.
Cameron war vom 5. März 1925 bis zum Januar 1931 der zweite Gouverneur von Tanganjika. Er wurde in dieser Funktion vorübergehend im Jahr 1929 durch Sir Douglas James Jardine vertreten. Am 17. Juni 1931 trat er den Posten als Gouverneur von Nigeria an. Dieses Amt hatte er bis zum 1. November 1935 inne.